# August Seeling
August Seeling (* 19. Mai 1906 in Duisburg; † 14. August 1998 ebenda) war in den Jahren 1948 bis 1969 für die SPD Oberbürgermeister von Duisburg. Er gilt als einer der bekanntesten Oberbürgermeister der Zeit nach dem Zweiten Weltkrieg im Rheinland.

## Biografie
Seeling hat seine Heimatstadt Duisburg in der Zeit nach dem Zweiten Weltkrieg als Mann der ersten Stunde nachhaltig beeinflusst und entscheidende Weichen für die Zukunft der Stadt gestellt. Er wurde am 19. Mai 1906 in der früheren Duisburger Altstadt in der Ulrichstraße 4 geboren. Während der  Zeit des Nationalsozialismus wurde er wegen seiner politischen Überzeugungen und gewerkschaftlichen Aktivitäten verfolgt und interniert. Seit 1924 war er Mitglied der SPD und begriff sich zeitlebens als Sozialist. Im Jahr 1948 wurde er bei der ersten demokratischen Kommunalwahl für die SPD in den Rat der Stadt Duisburg gewählt. Am 9. November 1948 erfolgte seine Wahl als 42-Jähriger zum jüngsten Oberbürgermeister Deutschlands. Dieses Amt hatte er bis zu seinem Abgang im Jahr 1969 inne; er war damit der dienstälteste Oberbürgermeister Deutschlands.

### Mitgliedschaften und Verdienste
Im Jahr 1949 führte sein maßgeblicher Einfluss zur Wiedereröffnung des Theaters Duisburg. Es entstand 1956 zusammen mit der Stadt Düsseldorf die Theatergemeinschaft Deutsche Oper am Rhein. Am 2. Mai 1950 appellierte August Seeling erfolgreich in einer Rede an die Alliierten, nicht mit einer Demontage der August Thyssen-Hütte den Wiederaufbau der Stadt zu gefährden. 
Er initiierte und begleitete den Bau der Mercatorhalle, die im Jahr 1962 eingeweiht und 2005 abgerissen wurde, weil sie einem neuen Gebäudekomplex weichen musste. Er gründete 1964 das Lehmbruck Museum mit bedeutenden Werken des großen Sohnes der Stadt Duisburg Wilhelm Lehmbruck. Auf seine Initiative hin wurden die Städtepartnerschaften zu Portsmouth und Calais gegründet, und er initiierte weltweite Kontakte des Duisburger Hafens. 
Außerdem war er Vorsitzender des Kulturausschusses des Deutschen Städtetages, Vorsitzender des Rundfunkrates des Westdeutschen Rundfunks, Mitglied in der Deutschen UNESCO-Kommission und in der Studienstiftung des Deutschen Volkes. Im Deutschen Jugendherbergswerk, das ihm sehr am Herzen lag, hat er sich ebenso engagiert wie im Sauerländischen Gebirgsverein und in der Schutzgemeinschaft Deutscher Wald, die er viele Jahre leitete.

### Ehrungen
- 1968 wurde er mit dem Großen Verdienstkreuz und 1969 mit dem Stern der Bundesrepublik Deutschland ausgezeichnet.
- 1969 wählte ihn der Rat der Stadt zum Altoberbürgermeister.
- Die Marie-Juchacz-Plakette der Arbeiterwohlfahrt wurde ihm 1969 verliehen.
- 1975 erhielt er eine besondere Ehrung beim Adolf-Grimme-Preis
- 1976 erhielt er das Ehrenbürgerrecht der Stadt Duisburg.
- 1986 wurde er mit dem Verdienstorden des Landes Nordrhein-Westfalen ausgezeichnet.[1]

## Quelle
- Pressemitteilung der Stadt Duisburg vom 19. Mai 2006 zum 100. Geburtstag von August Seeling.